# گروه گاک
گروه گاک (به چینی: 广州汽车) شرکت دولتی خودروسازی چینی است، که در زمینه تولید انواع خودروهای سواری، وسایل نقلیه تجاری، اتوبوس و قطعات خودرو، فعالیت می‌کند.
این گروه کلیه خودروهای خود را از طریق مشارکت انتفاعی با شرکت‌های تویوتا، هوندا، میتسوبیشی موتورز، ایسوزو، فیات و پژو و تحت لیسانس آن‌ها، مونتاژ می‌نماید.
گروه گاک در سال ۱۹۹۷ راه‌اندازی شد. این شرکت در سال ۲۰۱۲ با تولید بیش از ۷۲۸٫۰۰۰ دستگاه خودرو، به‌عنوان دهمین خودروساز چین شناخته شد.
دفتر مرکزی شرکت گاک در شهر گوانگ‌ژو قرار دارد و سهام آن در بازارهای بورس اوراق بهادار هنگ کنگ، بورس تایوان و بورس شانگهای معامله می‌شود.

## تاریخ
گروه خودروسازی گوانگژو در سال ۱۹۵۵ تأسیس شد، و در سال ۲۰۰۵ به یک شرکت هلدینگ از گروه صنایع خودروسازی گوانگژو تبدیل شد و به یک شرکت سهامی تبدیل گردید. از سال ۲۰۰۹ این شرکت ششمین خودروساز بزرگ چین بود.
در سال ۲۰۰۹، این شرکت ۲۹٪ از سهام سازنده خودروهای ورزشی چینی یعنی شرکت خودروسازی چانفنگ را خریداری کرد و بزرگ‌ترین سهامدار آن شد. گروه خودروسازی گوانگژو در سال ۲۰۱۱ بخش باقی‌مانده چانفنگ را خریداری کرد و فرایند تصاحب این شرکت را تکمیل نمود.
این شرکت در بازار سهام قبلاً از طریق دنوی موتورز به‌عنوان یک شرکت پشت پرده فعالیت می‌کرد اما گروه خودروسازی گوانگژو در سال ۲۰۱۰ با نام خود در بورس هنگ کنگ فهرست شد. در همان سال، سهامداران دنوی موتورز خصوصی‌سازی این شرکت توسط گروه خودروسازی گوانگژو را تصویب کردند. دنوی موتورز در تاریخ ۲۵ اوت ۲۰۱۰ از فهرست سهام‌ها خارج شد و به‌جای آن گروه خودروسازی گوانگژو (SEHK: 2238) در تاریخ ۳۰ اوت ۲۰۱۰ از طریق مبادله سهام فهرست شد.
در اواخر سال ۲۰۱۰، گروه خودروسازی گوانگژو ۵۱٪ از سهام گونو که یک خودروساز متوسط چینی تولیدکننده خودروهای ورزشی بود را خریداری کرد.
در دسامبر ۲۰۱۰، گروه خودروسازی گوانگژو برند جدید ترامپی‌چی را معرفی کرد. اولین محصول آن بر اساس آلفا رومئو ۱۶۶ بود.
در سال ۲۰۱۰، گروه خودروسازی گوانگژو در میان ده خودروساز بزرگ چین قرار داشت و به رتبه ششم رسید و تعداد ۷۲۴٬۲۰۰ دستگاه خودرو فروخت.
در سال ۲۰۱۱، گروه خودروسازی گوانگژو موقعیت خود را به‌عنوان ششمین خودروساز بزرگ چین از نظر حجم تولید حفظ کرد و تعداد ۷۴۰٬۴۰۰ خودرو در این سال تولید کرد.
در اوایل سال ۲۰۱۲، این شرکت در بورس شانگهای فهرست شد.
در تاریخ ۱۷ نوامبر ۲۰۲۳، گروه خودروسازی گوانگژو اعلام کرد که توسعه مستقل فناوری‌های کلیدی از جمله باتری‌های تمام جامد، باتری‌های بدون کبالت، باتری‌های کم کبالت و باتری‌های سدیم-یونی را آغاز کرده است. این شرکت هدف دارد که تا سال ۲۰۲۶ باتری‌های تمام جامد را به خودروها وارد کند.
در سال ۲۰۲۳، این شرکت اولین موتور نیروی آمونیاک برای خودروها را توسعه داد.